# The Stone Boy
Pour plus de détails, voir Fiche technique et Distribution.
The Stone Boy est un film américain réalisé par Christopher Cain, sorti en 1984.

## Fiche technique
- Titre : The Stone Boy
- Réalisation : Christopher Cain
- Scénario : Gina Berriault (en)
- Photographie : Juan Ruiz Anchía
- Montage : Paul Rubell (en)
- Musique : James Horner
- Pays d'origine : États-Unis
- Genre : drame
- Date de sortie : 1984

## Distribution
- Robert Duvall : Joe Hillerman
- Jason Presson : Arnold Hillerman
- Glenn Close : Ruth Hillerman
- Susan Rinell : Nora Hillerman
- Dean Cain : Eugene Hillerman
- Frederic Forrest : Andy Jansen
- Wilford Brimley : George Jansen
- Mary Ellen Trainor : Doris Simms
- Linda Hamilton : Eva Crescent Moon Lady